# قرية ماسينا (نيويورك)
قرية ماسينا (بالإنجليزية: Massena (village), New York)‏ هي منطقة سكنية تقع في الولايات المتحدة في مقاطعة سانت لورنس، نيويورك. يقدر عدد سكانها بـ 10,936 نسمة ومساحتها 12.2 كم2 وترتفع عن سطح البحر 70 متر.

## التركيبة السكانية
حدّد مكتب تعداد الولايات المتحدة بيانات التركيبة السكانية لقرية ماسينا في تعداد الولايات المتحدة. في ما يلي، التركيبة السكانية حسب تعدادي 2000 و2010.

### تعداد عام 2000
بلغ عدد سكان قرية ماسينا 11,209 نسمة بحسب تعداد عام 2000، وبلغ عدد الأسر 4,793 أسرة وعدد العائلات 2,936 عائلة مقيمة في القرية. في حين سجلت الكثافة السكانية 915.8 نسمة لكل كيلومتر مربع (2,371.9/ميل2). وبلغ عدد الوحدات السكنية 5,103 وحدة بمتوسط كثافة قدره 416.9 لكل كيلومتر مربع (1,079.8/ميل2).
وتوزع التركيب العرقي للقرية بنسبة 95.49% من البيض و0.36% من الأمريكيين الأفارقة و2.11% من الأمريكيين الأصليين و0.73% من الأمريكيين ذوي الأصول الآسيوية و0.04% من سكان جزر المحيط الهادئ و0.24% من الأعراق الأخرى و1.03% من عرقين مختلطين أو أكثر و1.19% من الهسبانيون أو اللاتينيون من أي عرق.
بلغ عدد الأسر 4,793 أسرة كانت نسبة 30.9% منها لديها أطفال تحت سن الثامنة عشر تعيش معهم، وبلغت نسبة الأزواج القاطنين مع بعضهم البعض 45.3% من أصل المجموع الكلي للأسر، ونسبة 12% من الأسر كان لديها معيلات من الإناث دون وجود شريك، بينما كانت نسبة 3.9% من الأسر لديها معيلون من الذكور دون وجود شريكة وكانت نسبة 38.7% من غير العائلات. تألفت نسبة 32.7% من أصل جميع الأسر من عدة أفراد يعيشون في نفس المنزل ونسبة 15% كانت تتألف من شخص يعيش بمفرده يبلغ من العمر 65 عاماً أو أكثر. وبلغ متوسط حجم الأسرة المعيشية 2.29، أما متوسط حجم العائلات فبلغ 2.89.
بلغ العمر الوسطي للسكان 39.7 عاماً. وكانت نسبة 24% من القاطنين تحت سن الثامنة عشر، وكانت نسبة 7% بين الثامنة عشر والرابعة والعشرين عاماً، ونسبة 27.1% كانت واقعةً في الفئة العمرية ما بين الخامسة والعشرين والرابعة والأربعين عاماً، ونسبة 22.3% كانت ما بين الخامسة والأربعين والرابعة والستين، ونسبة 17.5% كانت ضمن فئة الخامسة والستين عاماً فما فوق. يوجد لكل 100 أنثى 89.3 ذكر، ويوجد لكل 100 أنثى في الثامنة عشر من عمرها فما فوق 85.3 ذكر.
بلغ متوسط دخل الأسرة في القرية 30,783 دولارًا، أما متوسط دخل العائلة فبلغ 39,919 دولارًا. وكان متوسط دخل الذكور 37,552 دولارًا مقابل 19,892 دولارًا للإناث. وسجل دخل الفرد الخاص بالقرية 17,709 دولارًا. وكانت نسبة 14.2% من العائلات ونسبة 17.6% من السكان تحت خط الفقر، وكان من هؤلاء نسبة 23.8% تحت سن الثامنة عشر ونسبة 11.7% في الخامسة والستين من العمر وما فوق.

### تعداد عام 2010
بلغ عدد سكان قرية ماسينا 10,936 نسمة بحسب تعداد عام 2010، وبلغ عدد الأسر 4,696 أسرة وعدد العائلات 2,717 عائلة مقيمة في القرية. في حين سجلت الكثافة السكانية 893.5 نسمة لكل كيلومتر مربع (2,314.2/ميل2). وبلغ عدد الوحدات السكنية 5,014 وحدة بمتوسط كثافة قدره 409.6 لكل كيلومتر مربع (1,060.9/ميل2).
وتوزع التركيب العرقي للقرية بنسبة 93.42% من البيض و0.65% من الأمريكيين الأفارقة و2.85% من الأمريكيين الأصليين و0.99% من الأمريكيين ذوي الأصول الآسيوية و0.27% من الأعراق الأخرى و1.83% من عرقين مختلطين أو أكثر و1.92% من الهسبانيون أو اللاتينيون من أي عرق.
بلغ عدد الأسر 4,696 أسرة كانت نسبة 28.6% منها لديها أطفال تحت سن الثامنة عشر تعيش معهم، وبلغت نسبة الأزواج القاطنين مع بعضهم البعض 39.1% من أصل المجموع الكلي للأسر، ونسبة 13.4% من الأسر كان لديها معيلات من الإناث دون وجود شريك، بينما كانت نسبة 5.4% من الأسر لديها معيلون من الذكور دون وجود شريكة وكانت نسبة 42.1% من غير العائلات. تألفت نسبة 34% من أصل جميع الأسر من عدة أفراد يعيشون في نفس المنزل ونسبة 13.2% كانت تتألف من شخص يعيش بمفرده يبلغ من العمر 65 عاماً أو أكثر. وبلغ متوسط حجم الأسرة المعيشية 2.27، أما متوسط حجم العائلات فبلغ 2.88.
بلغ العمر الوسطي للسكان 40.4 عاماً. وكانت نسبة 23.5% من القاطنين تحت سن الثامنة عشر، وكانت نسبة 7.8% بين الثامنة عشر والرابعة والعشرين عاماً، ونسبة 24.5% كانت واقعةً في الفئة العمرية ما بين الخامسة والعشرين والرابعة والأربعين عاماً، ونسبة 27.6% كانت ما بين الخامسة والأربعين والرابعة والستين، ونسبة 16.6% كانت ضمن فئة الخامسة والستين عاماً فما فوق. وتوزع التركيب الجنسي للسكان بنسبة 47.5% ذكور و52.5% إناث.

## أعلام
- تيم ويلزي